# Castianeira soyauxii
Castianeira soyauxii is een spinnensoort uit de familie van de loopspinnen (Corinnidae).
De wetenschappelijke naam van de soort werd in 1879 als Micaria soyauxii gepubliceerd door Ferdinand Karsch.